# Kościół Niepokalanego Serca Najświętszej Maryi Panny w Jastrzębiu-Zdroju
Kościół Niepokalanego Serca Najświętszej Maryi Panny – rzymskokatolicki kościół parafialny należący do ruptawskiej parafii pod wezwaniem Niepokalanego Serca Najświętszej Maryi Panny, dekanatu Jastrzębie-Zdrój archidiecezji katowickiej. Znajduje się w Ruptawie, sołectwie Jastrzębia-Zdroju.
Świątynia została zaprojektowana przez architekta Karola Tchórzewskiego. Wystrój wnętrza świątyni w dużej mierze wykonał Henryk Burzec, uczeń Xawerego Dunikowskiego. Kościół budował ówczesny proboszcz ksiądz Emanuel Płonka, który w 1946 roku odmówił objęcia parafii w Katowicach-Załężu, potem w Boguszowicach. Uznał, że jego misją jest wybudowanie nowej świątyni w Ruptawie. W 1947 roku został powołany Komitet Budowy Katolickiego Kościoła w Ruptawie liczący 31 osób. Na jego czele stanęli: Franciszek Czyż, Alojzy Zdziebło i Paweł Mazur. W dniu 28 sierpnia 1949 roku (czyli w dzień odpustu) świątynia została poświęcona przez księdza biskupa Stanisława Adamskiego, który dwa tygodnie wcześniej wizytował parafię powątpiewając w zakończenie prac budowlanych w ustalonym czasie. Parafianie mocno się tym przejęli i narzucili sobie nieprawdopodobne tempo prac budowlanych. Świątynia otrzymała wezwanie Niepokalanego Serca Najświętszej Maryi Panny.
Świątynia znajduje się w gminnej ewidencji zabytków miasta Jastrzębie-Zdrój.